# Turner’s Peninsula
Turner’s Peninsula, auch Turner Peninsula oder Turners Peninsula, ist eine 120 km lange und bis zu 10 Kilometer breite Halbinsel im Süden Sierra Leones, die parallel zur Küste von Südosten nach Nordwesten verläuft und vom Atlantischen Ozean im Südwesten und dem Kittam im Nordosten begrenzt wird. Die Halbinsel ist von Sandstränden und Mangroven gekennzeichnet.
Die Halbinsel wurde ab 1825 von den Briten besetzt und ist auf ihrer gesamten Länge bewohnt.